# سلون دو پروانس
شهر سلون دو پروانس (به فرانسوی: Salon-de-Provence) در شهرستان بوش دو رون در ناحیه پروانس آلپ-کوت دازور با جمعیت ۴۰٬۱۴۷ نفر در کشور فرانسه واقع شده‌است

## نگارخانه

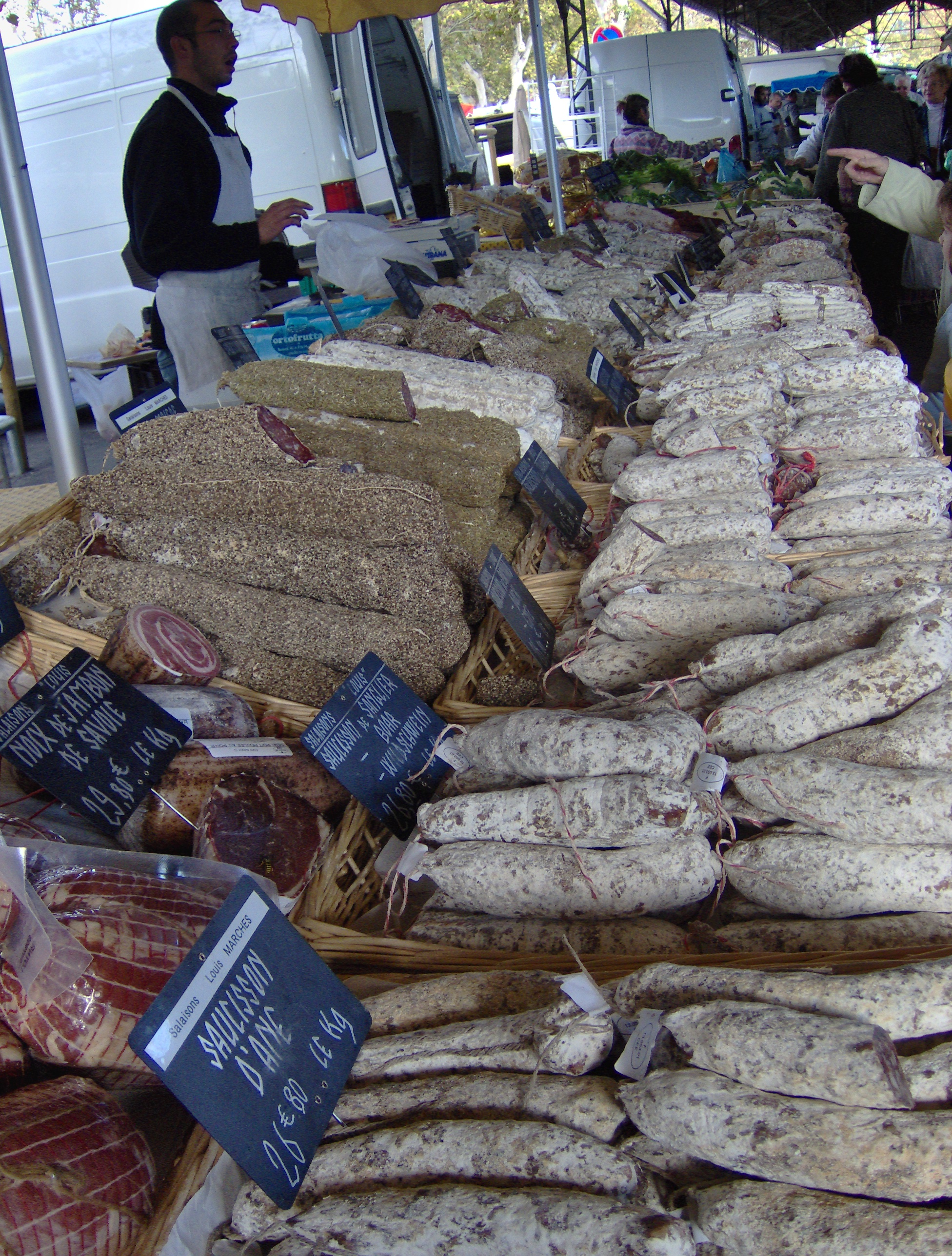
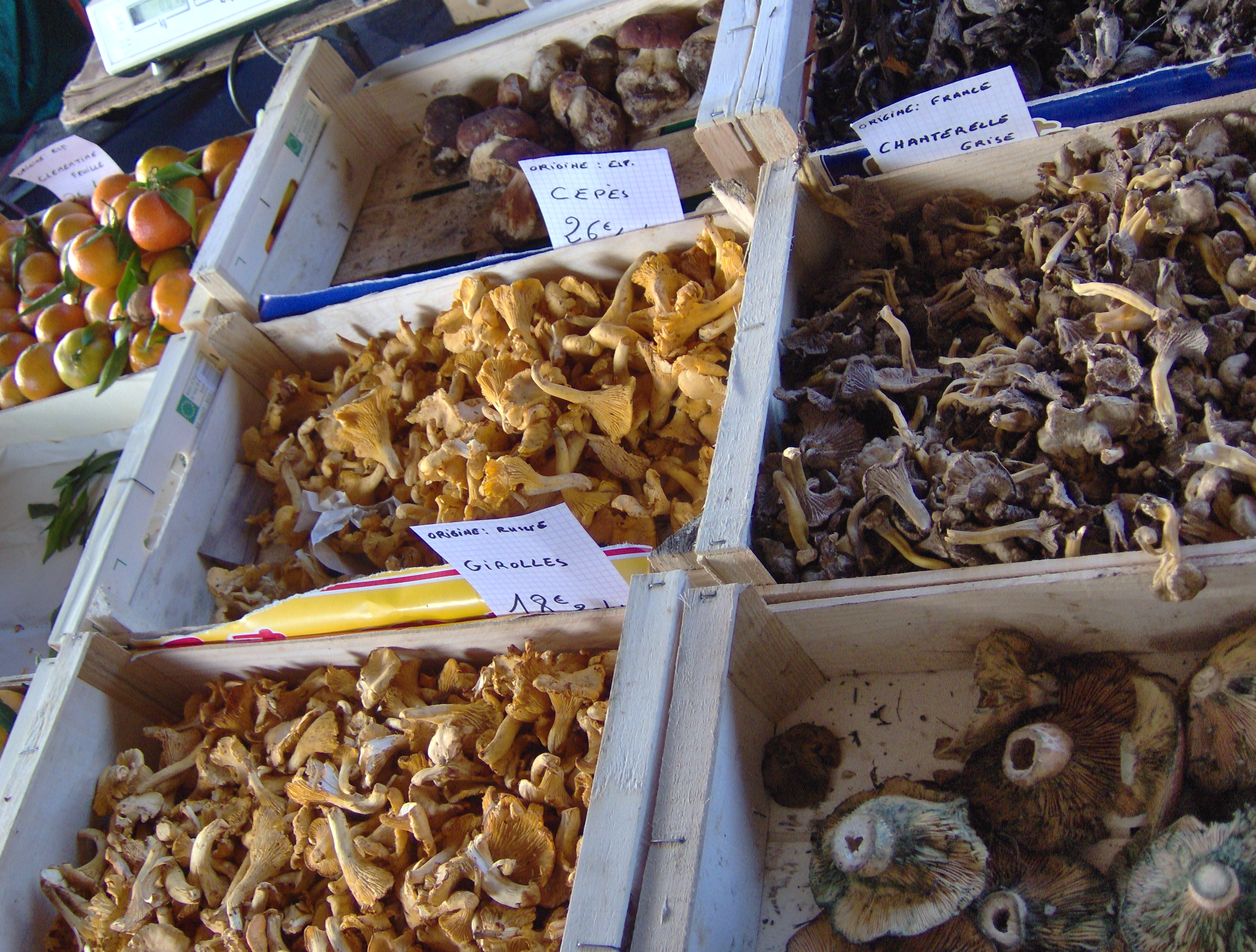
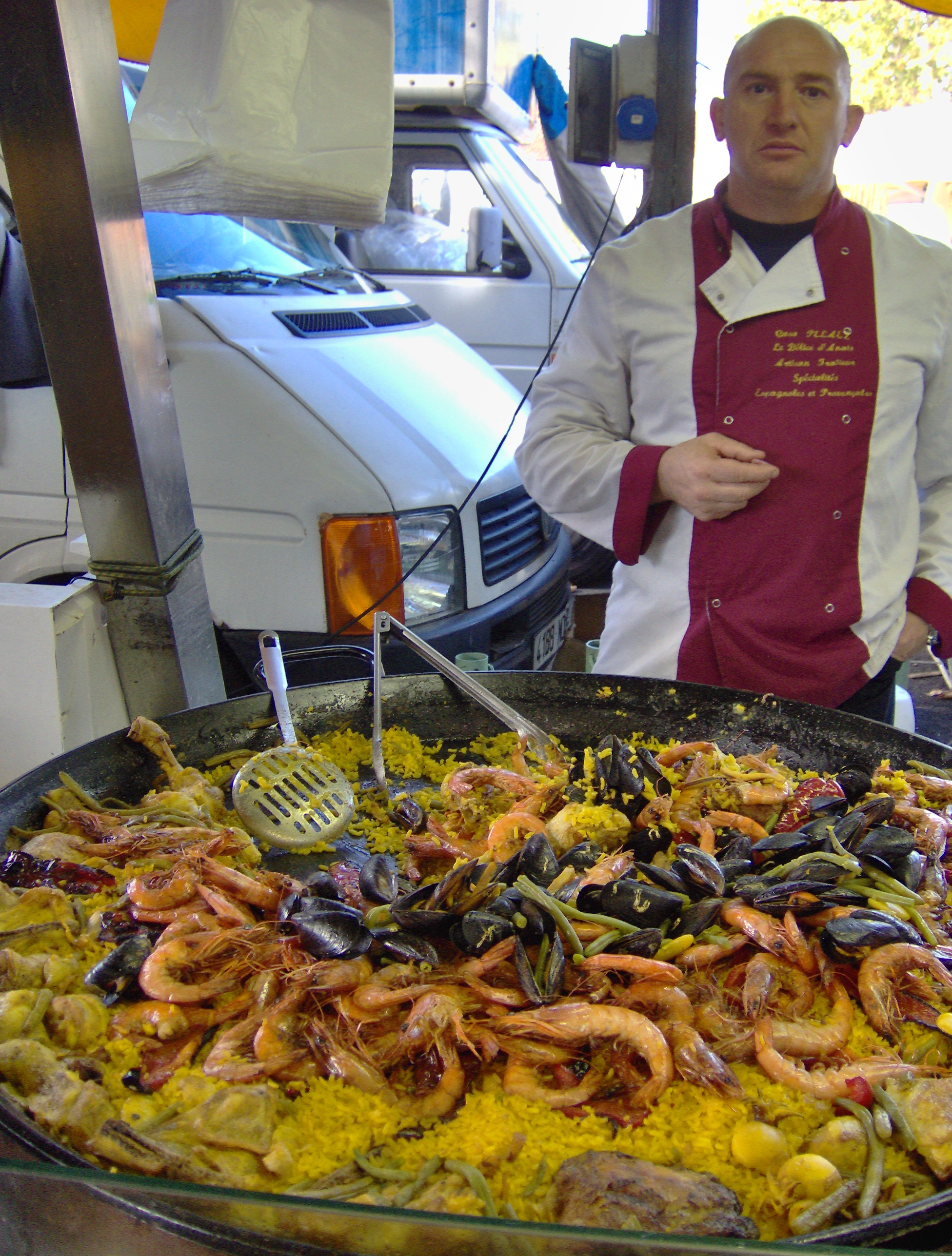